# Bridget Malcolm
Bridget Malcolm (Perth, Australia Occidental; 3 de noviembre de 1991) es una modelo australiana.

## Vida y carrera
Malcolm asistió a un colegio metodista en su ciudad natal de Perth.
En octubre de 2007 fue elegida de entre el público para participar en el concurso de Viviens Model Search, quedando en tercera posición. Después de eso, posó para la revista Harper's Bazaar dos veces, como así también para la marca de trajes de baño de Jodhi Meares Tigerlily.
En junio de 2011, posó para la revista Madison. En octubre de ese mismo año, fue portada de WWD Beauty Inc. Durante la temporada otoño/invierno, desfiló para David Jones.
En septiembre de 2013, desfiló para Peter Som, Kenneth Cole, Tibi, Band of Outsiders, Rodarte, Ralph Lauren y Hache. En enero de 2014, desfiló para Ralph Lauren y Stella McCartney. En febrero de ese año, tomó la pasarela de Polo Ralph Lauren. En julio, fue portada de la revista V. En septiembre, desfiló para Ryan Roche y Polo Ralph Lauren.
En enero de 2015, figuró en la revista Elle. En febrero, posó y desfiló para Polo Ralph Lauren, Issa y Topshop Unique. En abril, modeló para la revista Harper's Bazaar México y para su versión de Latinoamérica y al mes siguiente para la ediciones de España y Holanda; en julio posó por segunda vez para esta última. En agosto, desfiló para David Jones. En septiembre, figuró en la revista Elle italiana y desfiló para Polo Ralph Lauren. En octubre, posó para Harper's Bazaar Australia. En noviembre, figuró en la revista Elle Australia y en Harper's Bazaar Grecia y participó en el Victoria's Secret Fashion Show 2015 para el segmento Pink. En el pasado, había sido rechazada dos veces por dicha marca de lencería. Repitió por segunda vez en el desfile de 2016. Además, fue Playboy Playmate en enero de 2017.

## Vida personal
Malcolm practica la meditación. Cuando era más pequeña, fue bailarina de ballet durante 13 años. También acudió a un conservatorio, donde aprendió a tocar el oboe.
Bridget Malcolm se disculpó públicamente por su trastorno dismórfico corporal en marzo de 2018 a través de Instagram, después de publicar la dieta poco sana que llevaba y sus duros ejercicios físicos.